# Jozef Schek
Jozef Schek, właśc. Jozef Babušek (ur. 3 września 1921 w Bratysławie, zm. 22 sierpnia 2013 w Pieszczanach) – słowacki karykaturzysta, satyryk, komik, ilustrator, twórca komiksów i malarz.
Zasłynął przede wszystkim komiksem Jožinko, dieťa svojich rodičov, który publikował w humorystycznym czasopiśmie „Roháč” pod pseudonimem Jozef Schek.